# Nécropole nationale de Villers-Cotterêts
La nécropole nationale de Villers-Cotterêts est un cimetière militaire français de la Première Guerre mondiale, situé sur le territoire de la commune de Villers-Cotterêts, dans le département de l'Aisne.

## Historique
La nécropole de Villers-Cotterêts a été créée dès 1914, sur route de Compiègne, à la sortie de l'agglomération, pour servir de lieu de dernier repos aux soldats morts dans l'hôpital militaire de la ville. Après le 11 novembre 1918, le cimetière militaire fut agrandi pour accueillir des corps provenant d'autres lieux d'inhumation provisoire.

## Caractéristiques
La nécropole nationale de Villers-Cotterêts, d'une superficie d'un hectare, rassemble 3 411 sépultures dont 2 496 inhumés dans des tombes individuelles et 933 en ossuaires. Sont également inhumés dans ce cimetière trois soldats britanniques, dont un non-identifié, un soldat canadien et quatre soldats russes. Dix soldats français tués au cours de la Seconde Guerre mondiale sont également inhumés en ce lieu.

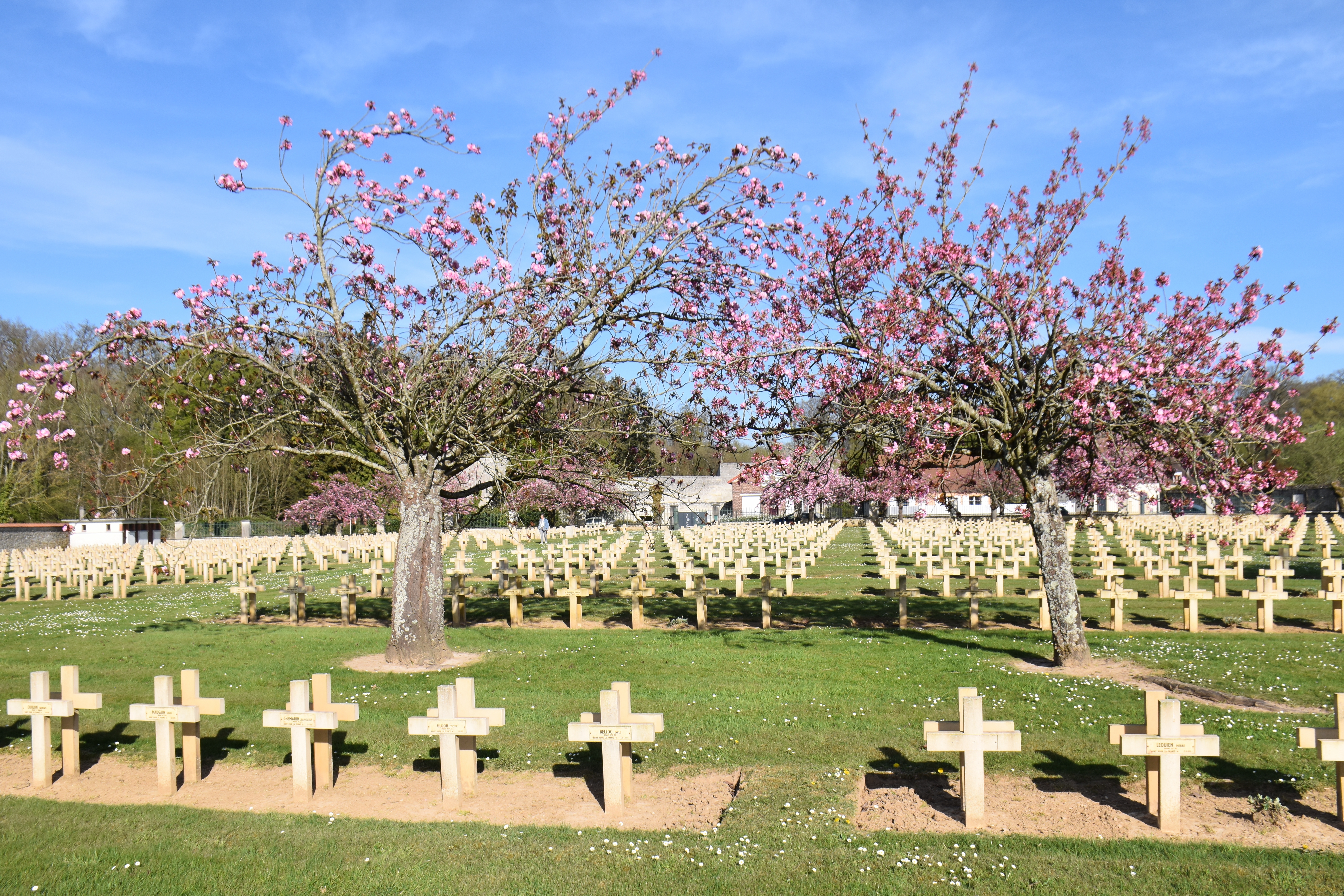
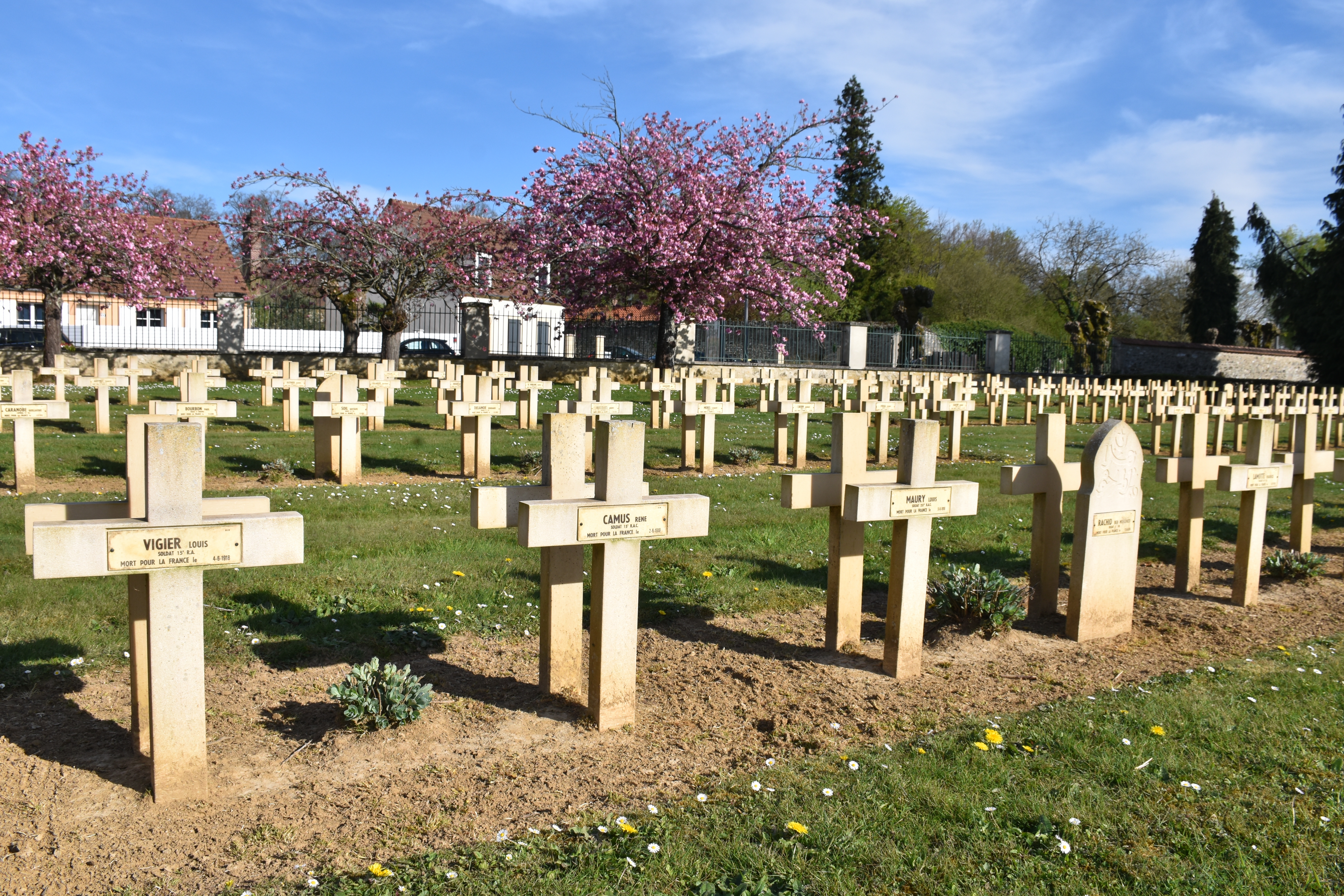
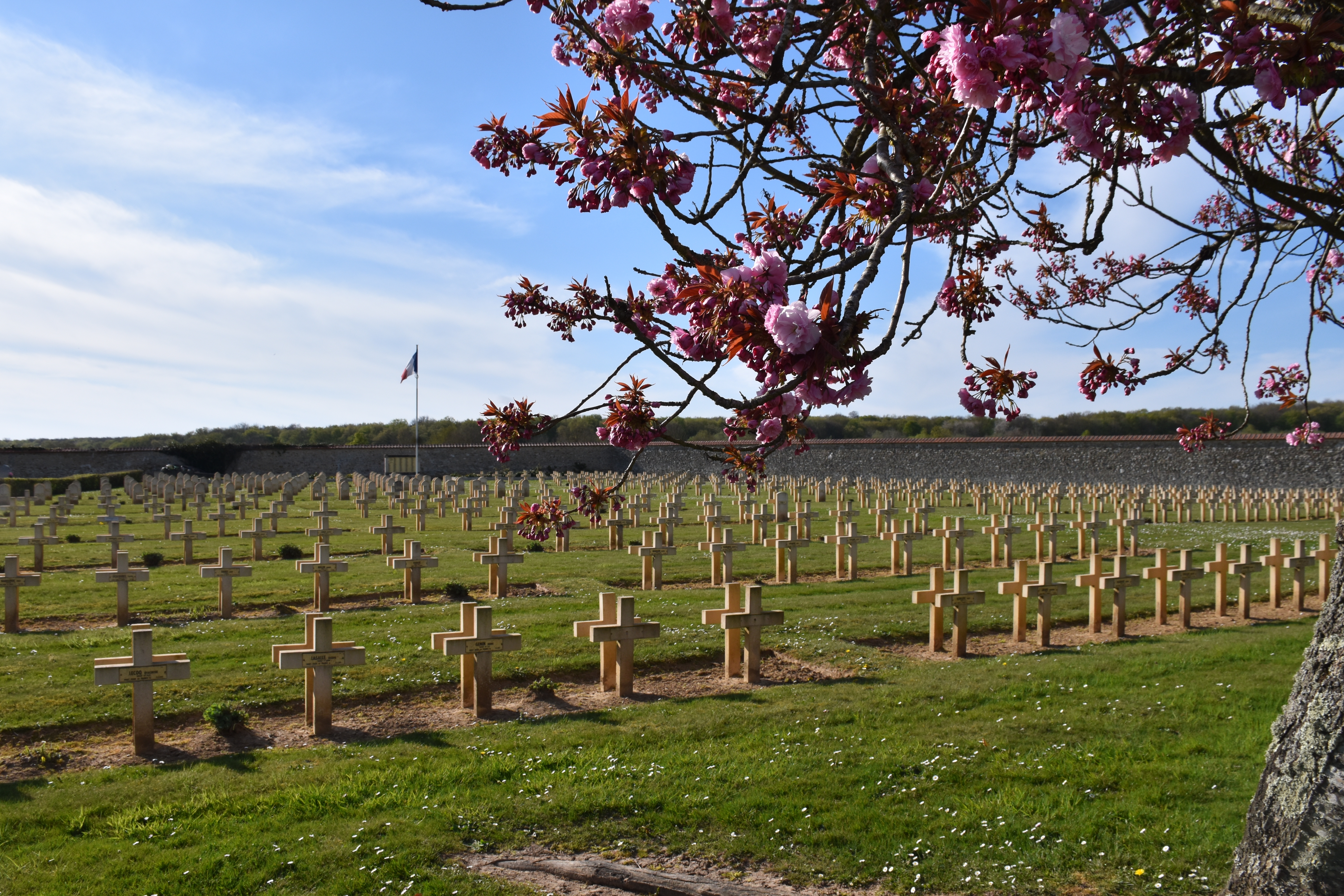
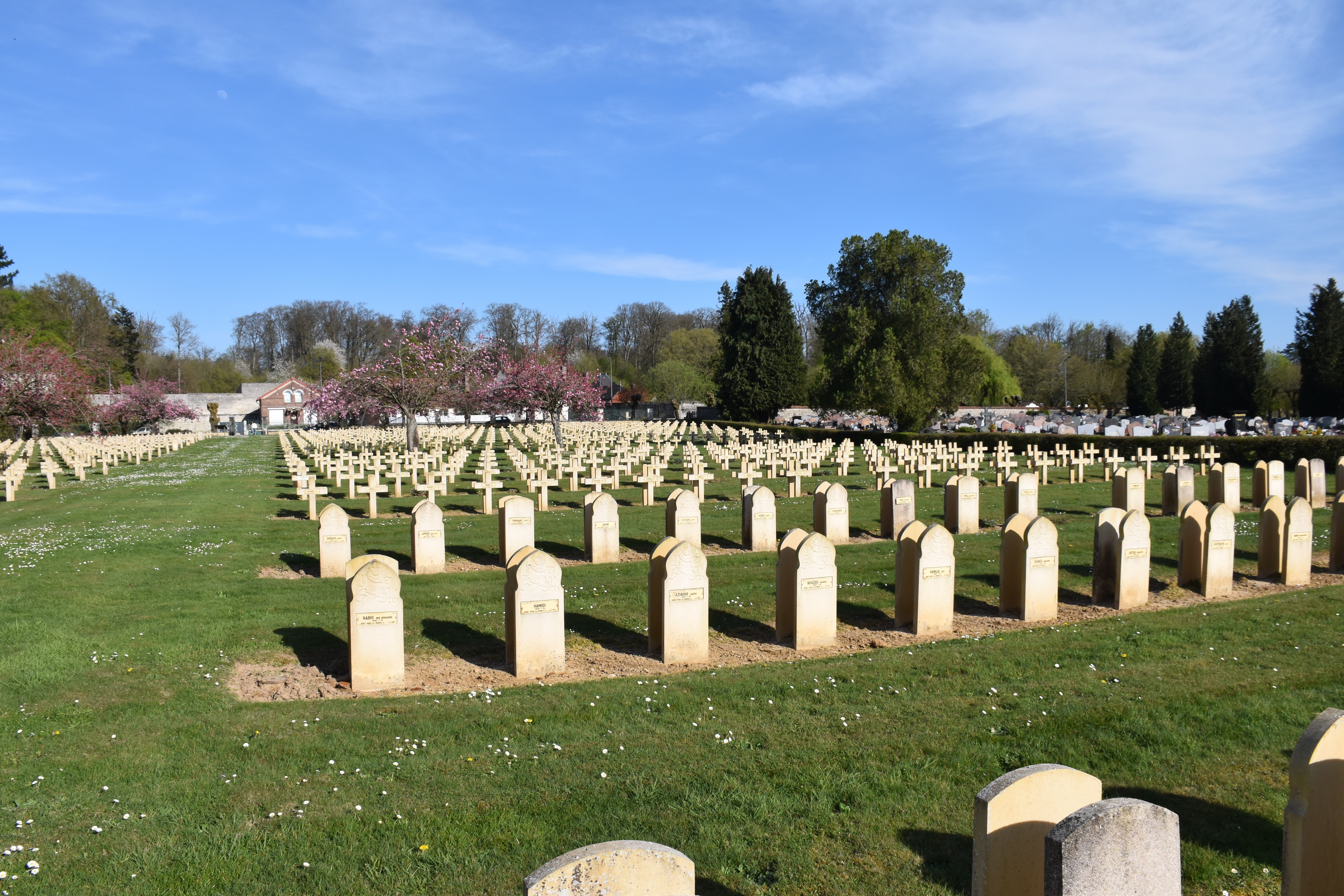
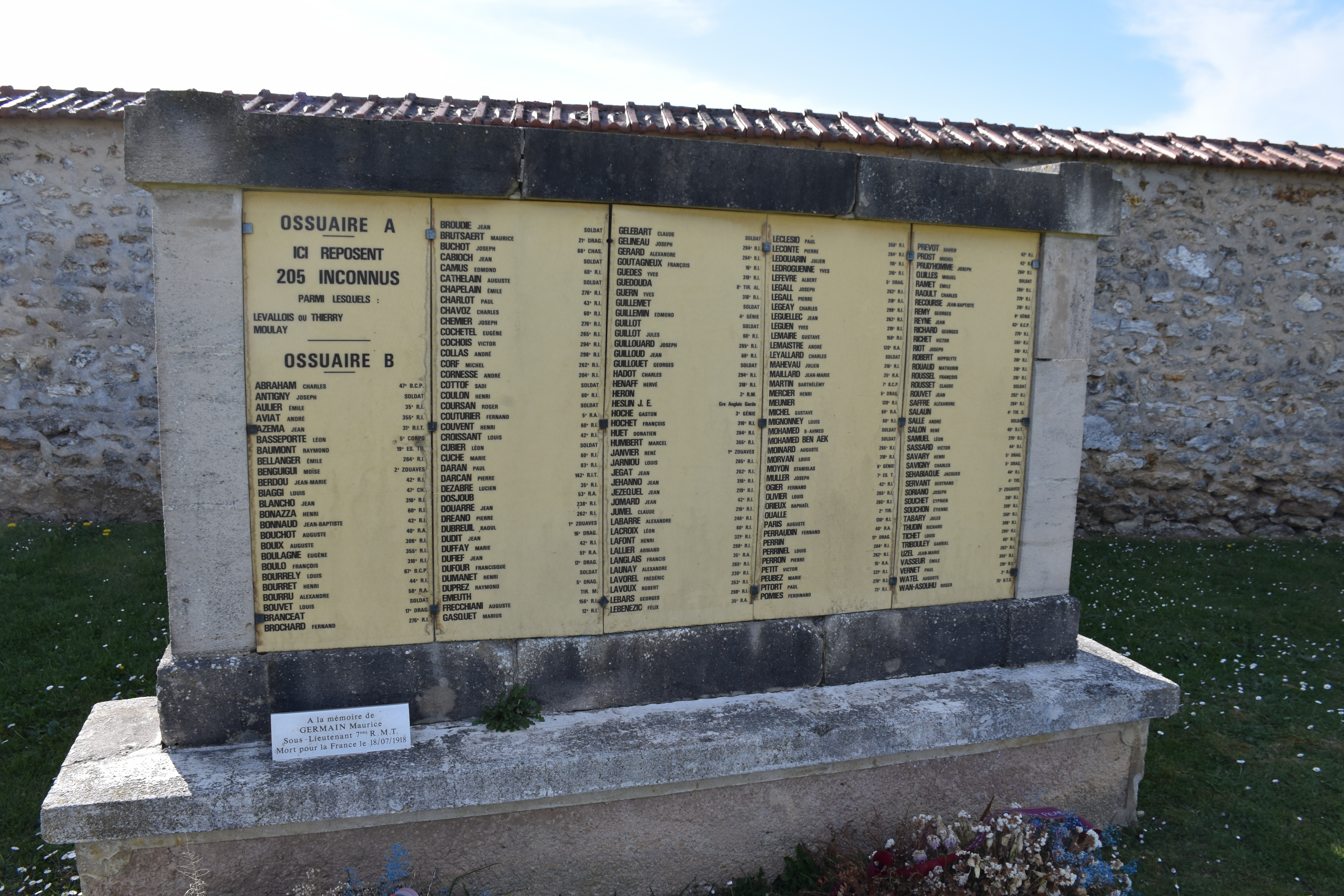